# 마이클 피시먼
마이클 피시먼(Michael Fishman, 1981년 10월 22일 ~ )은 미국의 배우이다.

## 출연 작품
- 언드래프티드 (2016)